# 12365 Yoshitoki
12365 Yoshitoki è un asteroide della fascia principale del diametro medio di circa 27,53 km. Scoperto nel 1993, presenta un'orbita caratterizzata da un semiasse maggiore pari a 3,1768685 UA e da un'eccentricità di 0,0229984, inclinata di 14,80073° rispetto all'eclittica. È intitolato all'astronomo giapponese Takahashi Yoshitoki (1764-1804).